# Choline
Choline /ˈkəʊliːn/  là một chất dinh dưỡng cần thiết cho con người và nhiều loài động vật khác. Choline có mặt như một cation tạo thành các muối khác nhau (X - trong công thức được mô tả là một phản ứng không xác định). Để duy trì sức khỏe, nó phải được lấy từ chế độ ăn uống như choline hoặc choline phospholipid, như phosphatidylcholine.  Con người và hầu hết các loài động vật tạo ra choline de novo, nhưng sản xuất không đủ ở người và hầu hết các loài. Choline thường không được phân loại như một loại vitamin, mà là một chất dinh dưỡng có sự trao đổi chất giống như amino acid. Ở hầu hết các loài động vật, choline phospholipid là thành phần cần thiết trong màng tế bào, trong màng của các bào quan tế bào và trong lipoprotein mật độ rất thấp.  Choline là bắt buộc phải có để sản xuất acetylcholine – một chất dẫn truyền thần kinh – và S-adenosyl methionine, một chất cho methyl phổ quát tham gia vào quá trình tổng hợp homocysteine.
Thiếu choline có triệu chứng – hiếm gặp ở người – gây ra bệnh gan nhiễm mỡ không do rượu và tổn thương cơ. Tiêu thụ quá nhiều choline (≥7.500 mg/ngày) có thể gây ra huyết áp thấp, đổ mồ hôi, tiêu chảy và mùi cơ thể như mùi cá do trimethylamine, hình thành trong quá trình chuyển hóa của nó. Các nguồn thực phẩm giàu choline và phospholipid choline bao gồm lòng đỏ trứng gà, mầm lúa mì và các loại thịt, đặc biệt là thịt nội tạng, chẳng hạn như gan bò.